# Enzo Scoppa
Enzo Scoppa (* 6. Dezember 1934 in Rom) ist ein italienischer Jazzmusiker (Sopran- und Tenorsaxophon, auch Flöte).

## Wirken
Scoppa begann mit 17 Jahren Saxophon zu lernen. 1956 machte er seine ersten Jazz-Erfahrungen; seit 1958 spielte er bei der Modern Jazz Gang, mit denen es 1960 auch zu mehreren Schallplattenaufnahmen kam. 1961 konzertierte er auf den Jazzfestivals von San Remo und St. Vincent. 1962 holte ihn Romano Mussolini in seine All-Star-Gruppierung (Jazz allo Studio 7). Bei den Festivals von Comblain La Tour und Montreux spielte er in einem Quintett, das er mit Trompeter Cicci Santucci leitete und das dem Hard Bop verpflichtet war. Mit diesem Scoppa Santucci Quintet legte er mehrere Alben vor (etwa On the Underground Road, 1971, Mondo Operaio, New Tradition). Als Solist der Band von Nunzio Rotondo nahm er an den Festivals in Pescara, Padua, Bergamo, Ischia und vielen Konzerten teil. Gelegentlich leitete er ein Quartett unter eigenem Namen. Weiterhin arbeitete er mit Piero Umiliani, Collatina und Marcello Rosa. 
Scoppa ist auch auf Alben von Amedeo Tommasi, Nunzio Rotondo, Sandro Brugnolini, Kenny Clarke und Eddy Palermo zu hören. Im Bereich des Jazz hat er Tom Lord zufolge zwischen 1958 und 1995 an 36 Aufnahmesitzungen teilgenommen. Zuletzt entstand mit dem Scoppa Santucci Quintet das Album New & Old Friends (2019).